# أندرو ثورب
أندرو ثورب (بالإنجليزية: Andrew Thorpe)‏ هو مؤرخ بريطاني، ولد في 1962.